# Patrick Amoah
Patrick Amoah (* 18. August 1986) ist ein ehemaliger schwedischer Fußballspieler. Der Stürmer, der in seiner bisherigen Laufbahn in seinem Heimatland, in Spanien, in Frankreich, in Belgien und in den Niederlanden unter Vertrag stand, gewann mit Djurgårdens IF 2004 den Svenska Cupen und holte 2005 mit dem Klub das Double aus schwedischem Meistertitel und Pokalsieg. Nach sechs Jahren im Ausland war der vormalige Juniorennationalspieler seit Anfang 2015 vornehmlich im Stockholmer Amateurfußball aktiv, wo er später seine aktive Laufbahn beendete.

## Werdegang
Amoah begann mit dem Fußballspielen bei IFK Tumba. Später spielte er in der Jugend für Djurgårdens IF und durchlief mehrere schwedische Juniorenauswahlen. 2004 rückte der Stürmer in den Profikader auf und kam im Sommer zu seinem Debüt in der Allsvenskan. Während er in seiner ersten Spielzeit sechsmal in der Startelf stand, kam er in der folgenden Saison zwar auf 17 Einsätze, jedoch allesamt als Einwechselspieler.
Daher entschied der Klub, Amoah für die Zweitligaspielzeit 2006 an Assyriska Föreningen auszuleihen. In der Superettan kam er regelmäßig zum Einsatz und konnte als vierfacher Torschütze glänzen. Zur Spielzeit 2007 kehrte er zu Djurgårdens IF zurück, kam aber wieder nicht über die Jokerrolle hinaus.
Im Dezember 2007 verließ Amoah Schweden und wechselte nach Vertragsende ablösefrei nach Spanien zu CA Ciudad de Lorquí in die Segunda División B. Für den Viertligisten spielte er eine halbe Spielzeit und konnte zehn Tore in 17 Spielen erzielen. Dennoch wollte er den Klub wieder verlassen und erhielt Angebote aus Griechenland, Frankreich und Spanien. Letztlich unterschrieb er bei Paris FC, der in der drittklassigen Championnat de France National antritt, einen Zweijahresvertrag.
2009 wechselte Amoah nach Belgien zum Drittligisten Royal White Star Woluwe. Als Torschützenkönig mit 27 Saisontoren führte er den Klub 2011 in die Zweitklassigkeit. Damit hatte er höherklassig auf sich aufmerksam gemacht, so dass der Erstligaaufsteiger Oud-Heverlee Löwen ihn verpflichtete. Beim Klub aus Flandern unterzeichnete er einen Zwei-Jahres-Kontrakt. Letztlich blieb er nur eine Halbserie bei seinem neuen Verein, da Trainer Ronny Van Geneugden nicht nachhaltig auf ihm baute. Zum Jahreswechsel kehrte er zu RWS Woluwe in die zweite Liga zurück. Mit fünf Toren trug er in der Rückrunde zum Erreichen des sechsten Tabellenplatzes bei. Auch im folgenden Jahr, nachdem sich der Klub im Sommer offiziell in RWS Bruxelles umbenannt hatte, erzielte er fünf Saisontore.
Im Sommer 2013 zog Amoah in die Niederlande weiter, dort schloss er sich dem Zweitligisten Fortuna Sittard in der Eerste Divisie an. Hier schwankte er zwischen Startformation und Ersatzbank, lediglich in der Hälfte der Saisonspiele stand er bei Anpfiff auf dem Feld und erzielte letztlich vier Saisontreffer. Daraufhin trennten sich die Wege nach nur einer Spielzeit wieder. Anschließend war Amoah zeitweise ohne Verein.
Im Januar 2015 unterzeichnete Amoah einen Vertrag beim schwedischen Drittligisten Huddinge IF, bei dem er bereits seit September des Vorjahres mittrainiert hatte. Am Ende der Drittliga-Spielzeit 2015 stieg er jedoch mit der Mannschaft aus der Division 1 in die Viertklassigkeit ab, daraufhin wechselte er im Frühjahr 2016 zum Ligakonkurrenten Vasalunds IF. Mit seinem neuen Klub wurde er Tabellenzweiter der Nordstaffel und qualifizierte sich somit für die Relegationsspiele zur Superettan. Dort stand er in beiden Partien gegen den Zweitligisten Syrianska FC auf dem Feld, mit zwei Niederlagen wurde der Aufstieg in Zweitklassigkeit verpasst. Im Januar 2017 verlängerte er seinen Vertrag beim Klub. Am Ende der Drittliga-Spielzeit 2017 stieg er mit dem Klub in die Division 2 ab, trug aber unter dem neuen Trainer Nebojša Novaković zum direkten Wiederaufstieg als Staffelmeister der Division 2 Norra Svealand bei. Dennoch verließ er am Saisonende den Klub und schloss sich im Januar 2019 dem Viertligisten IFK Haninge an. Für seinen neuen Verein bestritt er eine Saison, ehe sich die Wege Anfang 2020 erneut trennten. Anschließend setzte er seine Karriere beim vor allem für seine Fraueneishockeymannschaft bekannten Stockholmer Stadtteilklub FoC Farsta im unterklassigen Amateurbereich fort, ehe er über Segeltorps IF zu seinem Heimatklub IFK Tumba zurückkehrte. Im Sommer 2024 beendete er dort seine aktive Laufbahn.

## Erfolge
- Schwedischer Meister: 2005
- Schwedischer Pokalsieger: 2004, 2005